# Zatrephes albescens
Zatrephes albescens är en fjärilsart som beskrevs av Rothschild 1909. Zatrephes albescens ingår i släktet Zatrephes och familjen björnspinnare. Inga underarter finns listade i Catalogue of Life.